# Lista do Património Cultural Imaterial da Humanidade na Nigéria

A Organização das Nações Unidas para a Educação, a Ciência e a Cultura (UNESCO) propôs um plano de proteção ao patrimônio cultural do mundo, através da Convenção sobre o Patrimônio Cultural Imaterial da Humanidade, cujo processo de implementação teve início em 1997 e foi oficializado em 2003. Esta é uma lista do Patrimônio Cultural Imaterial existente na Nigéria, especificamente classificada pela UNESCO visando catalogar e proteger manifestações da cultura humana no país. A Nigéria ratificou a convenção em 21 de outubro de 2005, tornando suas manifestações culturais elegíveis para inclusão na lista.
A manifestação cultural Sistema de adivinhação Ifá foi a primeira manifestação da Nigéria incluída na lista do Patrimônio Cultural Imaterial da UNESCO por ocasião da 3.ª Sessão do Comitê Intergovernamental para a Proteção do Patrimônio Cultural Imaterial da Humanidade, realizada em Istambul (Turquia) em 2008. Desde a mais recente adição à lista, a Nigéria totaliza 8 elementos classificados como Patrimônio Cultural Imaterial.

## Bens imateriais
A Nigéria conta atualmente com as seguintes manifestações declaradas como Patrimônio Cultural Imaterial pela UNESCO:
| | Sistema de adivinhação de Ifá |
| Bem imaterial inscrito em 2008. |                               |
| O sistema de adivinhação de Ifá, que faz uso de um extenso corpos de textos e fórmulas matemáticas, é praticado entre as comunidades iorubás e pela diáspora africana nas Américas e no Caribe. A palavra Ifá refere-se à figura mística Ifá ou Orunmila, considerada pelos iorubás como a divindade da sabedoria e do desenvolvimento intelectual. Em contraste com outras formas de adivinhação na região que empregam a mediunidade espiritual, a adivinhação de Ifá não depende de uma pessoa que tenha poderes oraculares, mas sim de um sistema de sinais que são interpretados por um adivinho, o sacerdote de Ifá ou babalawo (literalmente "pai"). O sistema de adivinhação de Ifá é aplicado sempre que uma decisão individual ou coletiva importante deve ser tomada. (UNESCO/BPI) |                               |

| | Património oral Guelede |
| Bem imaterial inscrito em 2008. |                         |
| Este bem é compartilhado com: Benim e Togo. |                         |
| O Guelede é realizado pelas comunidades Yorubá-Nagô espalhadas por Benim, Nigéria e Togo. Por mais de um século, esta cerimônia têm sido realizada em homenagem à mãe primordial Iyà Nlà e ao papel que as mulheres desempenham no processo de organização social e desenvolvimento da sociedade iorubá. (UNESCO/BPI) |                         |

| | Procissão de máscaras Ijele |
| Bem imaterial inscrito em 2009. |                             |
| Em muitas comunidades no estado de Anambra, no sudeste da Nigéria, celebrações, cerimônias fúnebres e outras ocasiões especiais durante a estação seca para evocar fertilidade e uma colheita abundante apresentam a apresentação do baile de máscaras de Ijele. A máscara tem cerca de quatro metros de altura – tão grande que são necessários cem homens e seis meses de trabalho para preparar a fantasia e construir uma casa ao ar livre para segurá-la antes de uma apresentação. Dividido em segmentos superior e inferior por uma grande píton no centro, o ijele é construído de tecido colorido em um esqueleto de varas de bambu e decorado com estatuetas e representações de todos os aspectos da vida. A imponente figura mascarada dança no auge de uma série de outras máscaras, protegida por seis “policiais” e carregando um espelho com o poder de atrair e punir os malfeitores. Os portadores da máscara Ijele, escolhidos por votação, se isolaram por três meses, durante os quais vivem de uma dieta especial para adquirir a força necessária para colocar a máscara. O baile de máscaras desempenha vários papéis importantes na comunidade: espiritualmente, marca ocasiões festivas e solenes; politicamente, oferece uma oportunidade de reafirmar a lealdade a um chefe ou rei; e culturalmente proporciona um entretenimento popular enquanto meninos e meninas cantam e dançam ao som da música Akunechenyi. (UNESCO/BPI) |                             |

| | Festival internacional de pesca de Argungu |
| Bem imaterial inscrito em 2016. |                                            |
| Todos os anos, no noroeste da Nigéria, as comunidades se reúnem para participar do Festival Internacional de Pesca e Cultura de Argungu, perto do rio Matan Fada. O festival de quatro dias, que acontece entre o final de fevereiro e março, inclui o kabanci – uma série de competições aquáticas, incluindo pesca manual, corrida de canoa, captura de pato selvagem – além de outras práticas tradicionais, como o estilo local de luta livre. Homens e meninos participam dos concursos, enquanto as mulheres incentivam cantando e dançando. O Festival Internacional de Pesca e Cultura de Argungu, que remonta a antes da independência da Nigéria, é considerado um contribuinte para o senso de identidade dos participantes e também é usado como meio de manter a paz entre a comunidade de Argungu e a vizinha Sokoto, desfrutando juntos de práticas culturais compartilhadas. O conhecimento transmitido às famílias de chefes participantes pelos Sarkin Ruwa (que administram os níveis de saneamento do rio) e Homa (chefes dos pescadores de Argungu) sobre a qualidade da água do rio e os estoques de peixes têm sido um fator importante na continuidade do festival. As competências envolvidas nas atividades do festival são transmitidas formal e informalmente às gerações mais jovens. A formação ocorre, por exemplo, através da aprendizagem, sobretudo no caso de técnicas específicas de pesca ou no seio das famílias por demonstração. (UNESCO/BPI) |                                            |

| | Performance teatral Kwagh-Hir |
| Bem imaterial inscrito em 2019. |                               |
| A performance teatral Kwagh-Hir é uma forma de arte composta que abrange um espetáculo que é tanto visualmente estimulante quanto culturalmente edificante. Kwagh-hir tem suas raízes na tradição de contar histórias do povo Tiv chamada "kwagh-alom", uma prática em que a família era presenteada com uma sessão de contação de histórias por contadores de histórias criativos, geralmente nas primeiras horas da noite após o dia de agricultura trabalhar. Com o tempo, contadores de histórias criativos começaram a dramatizar essas histórias, culminando no atual estágio e status de Kwagh-hir. A prática é uma performance social com potencial para entreter e ensinar lições morais através da dramatização e performance de realidades sociais passadas e atuais. Como uma forma de teatro total, Kwagh-hir incorpora marionetes, mascaradas, poesia, música, dança e narrativas animadas na articulação da realidade do povo Tiv. As lutas diárias, aspirações, sucessos e fracassos das pessoas são todos expressos por meio de dramatização criativa. O teatro Khwagh-hir é propriedade da comunidade, com conhecimentos e habilidades sendo transmitidos por meio de aprendizado. As pessoas que demonstram interesse nas atividades da trupe são treinadas e orientadas até atingirem um certo nível de proficiência; eles são então aceitos na trupe. Apresentações regulares são realizadas para garantir que a arte seja mantida viva e que a geração mais jovem continue a se identificar com ela. (UNESCO/BPI) |                               |

| Mulher durante consulta com obstetra em Abuja, Nigéria. | Obstetrícia: conhecimentos, habilidades e práticas |
| Mulher durante consulta com obstetra em Abuja, Nigéria. | Bem imaterial inscrito em 2023. |
| Mulher durante consulta com obstetra em Abuja, Nigéria. | Este bem é compartilhado com: Alemanha, Chipre, Colômbia, Eslovênia, Luxemburgo, Quirguistão e Togo. |
| Mulher durante consulta com obstetra em Abuja, Nigéria. | Obstetras acompanham e apoiam mulheres grávidas e suas famílias antes, durante e após o parto. Ao longo da duração de uma gestação, obstetras realizam visitas domésticas, oferecem suporte e cuidado e facilitam a preparação para o parto. Eles contribuem para a proteção de direitos humanos fundamentais ao transmitir seu conhecimento para gestantes e suas famílias. A obstetrícia é baseada em práticas de evidências e conhecimento, habilidades e técnicas tradicionais. A prática varia de acordo com os contextos sociais, culturais e naturais de diferentes comunidades e países e, eventualmente, incluem o conhecimento de medicina tradicional e plantas e ervas medicinais. A obstetrícia também engloba práticas culturais específicas, vocabulário, celebrações e rituais. (UNESCO/BPI) |

| Preparação do amalá, prato tradicional oferecido a Ṣàngó, em Oió. | Festival de Ṣàngó em Oyó |
| Preparação do amalá, prato tradicional oferecido a Ṣàngó, em Oió. | Bem imaterial inscrito em 2024. |
| Preparação do amalá, prato tradicional oferecido a Ṣàngó, em Oió. | Na Nigéria, o Festival de Ṣàngó em Oyó demarca o início do ano-novo iorubá em agosto. É uma celebração ancestral que ocorre em Ṣàngó, Nigéria, próximo ao antigo Templo de Kòso. O festival de dez dias é fortemente ligado às instituições sociais, religiosas, políticas e culturais do estado de Oió e é realizado em celebração a Tẹ̀llà Òkò, o terceiro aláàfin (rei) do Império de Oió. Ele é tido como a encarnação do mítico Ṣàngó, a divindade iorubá dos raios e trovões. Quando o festival se inicia na véspera de ano novo em agosto, os devotos e seguidores de Ṣàngó compartilham uma massa de inhame e óleo de palma. Pessoas de todos os gêneros tingem seus cabelos e vestes de vermelho, portando colares e contas em cores claras. O festival engloba vários tipos de ritos e envolve canto, contagem de histórias, percussão e dança. (UNESCO/BPI) |

| Festival Durbar em Bida em 2019. | Festival Durbar em Cano |
| Festival Durbar em Bida em 2019. | Bem imaterial inscrito em 2024. |
| Festival Durbar em Bida em 2019. | Durbar é uma procissão de cerca de dez mil homens a cavalo e homens e mulheres a pé. Ocorre durante o nono e décimo-segundo mês do calendário islâmico para marcar o Eid al-Fitr e o Eid al-Kabir anualmente. A figura central da procissão é o emir e seus cortesãos, servos e guardas palacianos. Há quatro procissões, cada uma servindo a um propósito específico e com seu próprio tempo e indumentárias. Cada procissão inicia com salvas de tiros em um dos três portões do palácio real e encerra com o mesmo ritual em outro portão. Muito dos conhecimentos e artes relacionados ao Durbar – incluindo artesanato em couro, tecelagem, tingimento, bordado e ferraria – são transmitidos através de treinamento informal e prática direta dentro dos grupos. Algumas habilidades, como a preparação, seladura e paramentagem dos cavalos – são ensinadas em uma base semanal intermitentemente. (UNESCO/BPI) |